# آرلیان
آرلیان (انگلیسی: Arlyan) یک شهرک در شهرستان یانائولسکی استان باشقیرستان کشور روسیه است.